# جوانه جانبی

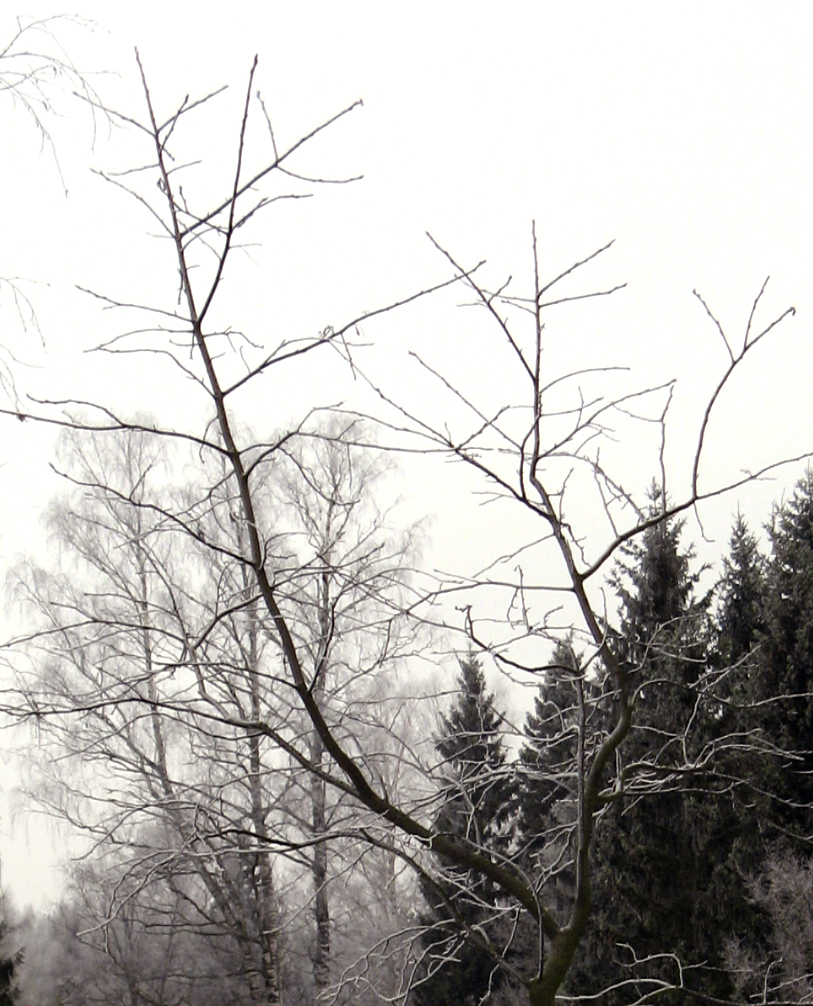
در گیاهان بزرگتر مانند درختان یا بوته‌های خاصی اغلب شاخه‌های جانبی / شاخه‌ها فراوان هستند.

جوانه جانبی اغلب شاخه نامیده می‌شود. این جوانه از شکوفه بغلی سطح ساقه ایجاد شده و از ساقه گیاه به‌طور افقی گسترش می‌یابد.
جوانه جانبی بخشی از سیستم جوانه گیاه است.

## اهمیت آن در فتوسنتز
به عنوان گیاهی که رشد می‌کند، به انرژی بیشتری نیاز دارد، همچنین لازم است که برای کسب این انرژی با گیاهان اطرافش رقابت کند. یکی از راه‌هایی که یک گیاه می‌تواند برای کسب انرژی رقابت کند، افزایش ارتفاع و روش دیگر افزایش سطح کلی گیاه است. به همین دلیل گفته می‌شود هر چه جوانه‌ها یا شاخه‌های جانبی گیاه افزایش یابد تعداد برگ‌ها هم زیاد شده و گیاه می‌تواند فتوسنتز بیشتری انجام دهد چون با افزایش سطح گیاه، سطح دریافت‌کننده کربن دی‌اکسید و نور خورشید بیشتر می‌شود.

## ژن‌ها، فاکتورهای رونویسی و رشد
از طریق آزمایش با رشادی گوش‌موشی (گیاهی که برای مطالعات ژنتیکی به عنوان یک مدل ارگانیسم محسوب می‌شود) معلوم شد که ژن‌های MAX1 و MAX2 بر رشد ساقه‌های جانبی تأثیر می‌گذارند. سرکوب این ژن‌ها سبب گسترش غیرطبیعی گیاهان می‌شود، به این معنی که سرکوب این ژن‌ها برای سرکوب رشد گونه‌های وحشی مورد استفاده قرار می‌گیرند. مجموعه دیگری از آزمایش‌ها با رشادی گوش‌موشی که بر روی ژن‌های موجود در هورمون گیاهی فلوریژن صورت گرفت نشان داد که سرکوب دو تا از ژن‌ها FT و TSF موجب تأثیر منفی در رشد جوانه‌ها (شاخه‌های) جانبی می‌شود. این جهش‌ها باعث رشد کندتر و تشکیل نادرست شاخه‌های جانبی می‌شود که می‌تواند به این معنی باشد که شاخه‌های جانبی برای عملکردفلوریژن مهم هستند. همراه با رشد کلی، فاکتور رونویسی مثل خانواده TCP، که پروتئین‌های گیاهی خاصی هستند که سبب توقف انشعاب جوانه‌های جانبی می‌شوند، هم وجود دارند که به‌طور مستقیم روی تولید جوانه‌های جانبی اضافی تأثیر می‌گذارند. علاوه بر آن مشخص شده‌است که خانواده TCP تا اندازه‌ای موجب توقف هورمون آزادکننده هورمون رشد می‌شوند که بدین معنی است که مانع تکثیر سلولی می‌شوند.